# ハダ (女真国家)
ハダ (満文：ᡥᠠᡩᠠ, 転写：hada, 漢語：哈達) は明朝末期に存在した海西女真部族およびその部落の一 (→哈達部)、また同部落のハダナラ氏が樹立した国家 (→哈達國)。一族が代々定住した哈達河畔 (現遼寧省西豊県小清河) に因むとされる。
広順関 (南関) を通って明朝に朝貢していた。
ウラ、イェヘ、ホイファとともにフルン四部 (明朝からは海西女直と総称された) を構成してその一翼を担ったが、ヌルハチに敗れ、マンジュ･グルン (満洲国、後の後金) に併呑されて滅亡した。

## 略歴

### 前史
ナラ氏の始祖であるナチブルが樹立した国家・フルン･グルン (扈倫國)は、明朝後期、ナチブルの孫ギヤマカの代にトクトア･ブハ･ハーンの侵攻をうけて已に虫の息であった。一説にはこの頃にギヤマカの四子スイトゥン (四世) の一族がハダ地方へ移住したとされる。

### 勃興
スイトゥンの子 (一説に孫)･ケシネ (五世) は明朝嘉靖初に勢力を伸ばし、諸部のうちでも強勢を誇った。宗主明朝に事えて手柄をあげ、左都督に任命されたが、後に族人により殺害された。
ケシネの子ワンジュはハダ地方へ逃れて後に同地方の部主となり、明朝から都督僉事に任命された。イェヘ部が叛乱を起すとその部主を執えて誅戮し、朝貢の勅書700通を横奪して、イェヘに帰属する13の部落を支配下に置いたが、後に部落の群衆によって殺害された。
同じ頃、ケシネの長子チェチェム (ワンジュの兄) の子・萬 (王台) はシベ部のスイハという城 (現吉林省吉林市西方)へ逃れていた (一説にはシベ部は祖先・ナチブルの出生地)。子ボルコン･シェジンが殺された父ワンジュの敵を討って仇をとり、スイハへ従兄・萬を訪ねると、萬はハダに迎えられ部主に推戴された。

### 建国
萬は部内の民衆を利用して近隣諸部を略奪させ、遠交近攻外交を進めた。ハダの勢力はいよいよ強まり、機は熟せりと萬はハダを以て国とし、自ら汗(ハン)を称した。イェヘ、ウラ、ホイファ、および建州部 (後金の前身) に帰属していた渾河部は「盡(ことごと)ク皆之(これ)ニ服(したが)ツ」たという。
この頃、ヘトゥアラ周辺に居住しニングタ･ベイレを称していたソオチャンガは、自らの子・呉泰に萬の娘をもらっている。『清史稿』はこれについて、蓋し萬 (ハダ) の兵力を充てにし、抗争関係にあったドンゴ (董鄂)部を牽制する狙いがあったのだろうと推察している。

### 事明
萬の代には、建州部を領いる王杲 (ヌルハチの祖父、または曽祖父とも) が虎視眈々と明朝の辺境を窺った。遠く西の韃靼との策応を企図したが、萬はその聯繋を阻止し、明朝はその働きを評価して、萬に祖父・ケシネの都督の職位を承継させた。
隆慶年間、王杲が明朝の辺境を侵すと、開原 (現遼寧省鉄嶺市開原市) 兵備副使・王之弼の檄文をうけた萬は建州部へ赴き、撫順関 (現遼寧省撫順市) で王杲と不可侵の盟約を締結した。
万暦1 (1573) 年、遼東に移徙してきたトゥメトのドゥーレン･センゲ･ホンタイジ(小黄台吉、アルタン･ハーン長子) に明朝辺境部の略奪をもちかけられたが、萬はこれを拒否した。ホンタイジ (小黄台吉) と不可侵の盟約を締結して幾許も経たない頃であった。
万暦2 (1574) 年、王杲が叛乱。萬に遼東巡撫・張学顔から王杲捕縛の檄文がくだった。
万暦3 (1575) 年、王杲が捕縛され、京師 (北京) に送還された。明朝はその働きを評して萬を右柱国 (勲官の一種)、龍虎将軍に封じ、女真における覇者の地位を承認した。ハダの領土は、東のウラおよびホイファ、南の建州、北のイェヘまで延袤千里の広さに達したという。

### 衰頽
しかし萬は晩年、生活が乱れ、部民は堪えられず、度々イェヘに亡命する者が現れ、国勢も徐々に衰頽した。
万暦10 (1582) 初代国主・萬が死に、第二代国主・フルガンが即位後一年足らずで病逝。フルガンの子・ダイシャンが即位したが、メンゲブルが地位を簒奪し、ついで萬の子らが互いに骨肉相喰む争いが起った。その頃、イェヘと満洲が勃興し、ハダは国力を消耗してフルンにおける優位を失った。古勒山の戦では、九部聯合軍の主力として闘うもマンジュに敗れた。

### 滅亡
万暦27 (1599) 年、マンジュのヌルハチがハダ･ホトン (哈達城) を攻略し、メンゲブルが投降すると、ヌルハチはメンゲブルを膝下において訓育した。ここにハダは事実上マンジュに併呑され消滅した。メンゲブルはその後、ヌルハチ暗殺を試みたが失敗におわり、処刑された。
万暦29 (1601) 年、ヌルハチは娘をメンゲブルの子・ウルグダイに降嫁した。のちに明朝が使者を寄越し、マンジュがハダ併呑を企んでいると詰責すると、ヌルハチはウルグダイを帰還させ、ベイレの地位を与えてハダの当主に据えた。イェヘのナリムブルはこれを聞くや蒙古諸部と策動してハダを襲撃し、勅書60通を横奪した。ハダで飢饉がおこると、ウルグダイは困窮のためマンジュに投降し、ハダは名実ともに滅びた。